# ФК «Черноморец» Одесса в сезоне 2011/2012
Сезон 2011—2012 годов стал для ФК «Черноморец» Одесса 21-м в чемпионатах и розыгрышах кубка Украины, а также 74-м со дня основания футбольного клуба. Это был 17-й сезон команды в высшем дивизионе чемпионата Украины и 3-й в Премьер-лиге Украины.

## Хронология сезона

19 ноября 2011 г. на месте старого центрального стадиона ЧМП, была открыта новая, чисто футбольная арена «Черноморец»

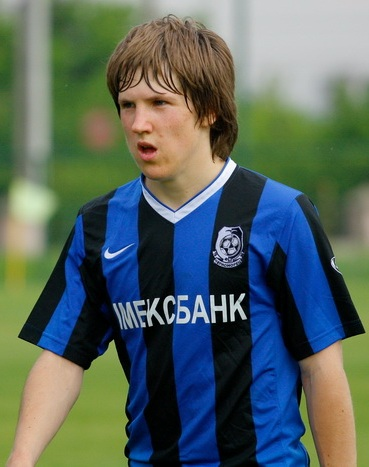
Виталий Балашов забил первый мяч на новом стадионе «Черноморец»

## Клуб

### Тренерский штаб
|                 | \| Должность \| Имя \| \| --------------- \| --------------- \| \| Главный тренер \| Роман Григорчук \| \| Тренер \| Михаил Савка \| \| Тренер \| Степан Матвиив \| \| Тренер \| Валерий Поркуян \| \| Тренер вратарей \| Андрей Глущенко \| |
| Должность       | Имя |
| Главный тренер  | Роман Григорчук |
| Тренер          | Михаил Савка |
| Тренер          | Степан Матвиив |
| Тренер          | Валерий Поркуян |
| Тренер вратарей | Андрей Глущенко |